# Phaeochrous tonkineus
Phaeochrous tonkineus är en skalbaggsart som beskrevs av Maurice Pic 1943. Phaeochrous tonkineus ingår i släktet Phaeochrous och familjen Hybosoridae. Inga underarter finns listade i Catalogue of Life.